# IRC-Hispano
IRC-Hispano, también conocida como Chat Hispano, es una red social basada en IRC en español. Está operativa desde el año 1996. En 1998 se transforma en asociación.
Su origen está en el sistema de chats que montaron en 1996 los técnicos de diferentes ISP para comunicarse entre ellos. Sorprendentemente, se les unieron cientos de miles de usuarios en poco tiempo. En los comienzos de Internet en España, fue la referencia como comunidad social.

## Forma jurídica
IRC-Hispano es una Asociación privada sin ánimo de lucro. Actúa principalmente en el ámbito nacional, si bien el servicio es accesible desde toda la Internet. Uno de sus objetivos (según consta en sus Estatutos) es mantener una red de IRC, utilizando sus propias líneas y servidores, creando y manteniendo los nodos necesarios entre ellos.

## Historia
IRC-Hispano nace en 1996, en un contexto en que la conectividad con Internet tenía costes elevadísimos. Un "mega" (una conectividad de 1 Mbps permanente durante un mes) tenía un precio de mercado por entonces superior al millón de pesetas.
Por este motivo, los proveedores de Internet (ISP) participantes en IRC Hispano emplearon la conectividad que por entonces ofrecía Telefónica con tecnología Frame Relay, mucho más barata, para transportar el tráfico entre los servidores que conformaban la red.
Esta cada vez mayor y más útil infraestructura demandó algún tipo de soporte jurídico, por lo que en 1998 se constituye la Asociación IRC Hispano en Lérida, donde se sitúa la sede de la principal impulsora del proyecto, la empresa LleidaNet Serveis Telemàtics, S.L.
Desde su constitución hasta 2007, la Asociación está presidida por el también presidente de la empresa LleidaNet, Sisco Sapena.
En 2007 se produce un relevo en la Presidencia de la Asociación, cuando el fundador Sisco Sapena no se presenta a la reelección. Fue elegido en su lugar Juan Puente. Para entonces, la histórica red de chats acusaba la falta de inversión en tecnología y la competencia de las cada vez más potentes redes sociales.
En el mes de julio del 2009, IRC-Hispano y Telefónica formaron una alianza según la cual Terra renueva su chat integrándolo con los servidores de esta Red y ofreciendo a sus usuarios múltiples novedades. Este y otros acuerdos posteriores con Orange, Starmedia, Chueca.com y otros relanzan con fuerza la comunidad volviendo a situarla en la séptima posición del mundo. En 2015, IRC-Hispano fue finalmente renombrada Chat Hispano.

## Tamaño
Con una media de unos 15.500 usuarios concurrentes, un máximo de 28 000 usuarios concurrentes y unos 2,9 millones de usuarios únicos al mes, es la primera red de IRC en idioma español y la 11.ª entre el total de redes de IRC. En año 2002 tenía un número de unos 45.000 usuarios de pico (o concurrentes), totalizando varios cientos de miles de usuarios semanales, lo que la situaba como la octava red mundial de IRC, en un contexto en el que las demás redes también registraban cifras mucho mayores a las actuales.
Según Netsplit, en marzo de 2011, se totalizan más de 28 000 usuarios de pico (o concurrentes)
Según datos de diciembre de 2023, también según Netsplit, la media diaria es de algo menos de 4.000 usuarios, siendo el pico de 2023 de 7500 usuarios. Es, también en diciembre de 2023, la decimoprimera red del mundo.